# Haschkiwenu
Haschkiwenu (hebräisch הַשְׁכִּיבֵנוּ; „lasse uns […] niederlegen“) ist der zweite Segensspruch, der unmittelbar nach dem Schma Jisrael (hebräisch ברכות קריאת שמע) während des Maariv erfolgt. Es ist eine Bitte, sich nachts friedvoll hinlegen zu können und am nächsten Morgen lebendig aufzuwachen.

## Beschreibung
Werktags endet der Vorbeter mit den Worten Schomer Amo Jisrael Le'Ad. Das Gebet gilt als besonders für die Gottesdienste an Werktagen geeignet, wenn die Männer mit ihren Alltagssorgen belastet sind und das Bedürfnis nach dem Schutz Gottes haben.
An Ruhe- und Feiertagen wird eine längere Version des Segensspruchs vorgetragen, wobei dieser mit folgenden Worten endet: „Wer den Schutzmantel des Friedens über uns, über sein Volk Israel sowie über Jerusalem ausbreitet“ . Die Worte  „und breite über uns aus den Schutzmantel des Friedes“ wird in der Regel früher vorgetragen und jetzt nur kurz vor dem Ende noch einmal wiederholt, Damit wird der Wunsch nach Frieden zum Ausdruck gebracht, der dem Ruhe- und Feiertag eigen ist. und Jerusalem über alles zu setzen ist wichtig.

## Text und Übersetzung
| הַשְׁכִּיבֵנוּ יְיָ אֱלֹהֵינוּ לְשָׁלוֹם וְהַעֲמִידֵנוּ מַלְכֵּנוּ לְחַיִּים. וּפְרוֹשׂ עָלֵינוּ סֻכַּת שְׁלוֹמֶךָ וְתַקְּנֵנוּ בְּעֵצָה טוֹבָה מִלְּפָנֶיךָ וְהוֹשִׁיעֵנוּ לְמַעַן שְׁמֶךָ וְהָגֵן בַּעֲדֵנוּ. וְהָסֵר מֵעָלֵינוּ אוֹיֵב דֶּבֶר וְחֶרֶב וְרָעָב וְיָגוֹן וְהָסֵר שָׂטָן מִלְּפָנֵינוּ וּמֵאַחֲרֵינוּ וּבְצֵל כְּנָפֶיךָ תַּסְתִּירֵנוּ כִּי אֵל שׁוֹמְרֵנוּ וּלְשָׁלוֹם מֵעַתָּה וְעַד עוֹלָם. בָּרוּךְ אַתָּה יְיָ הַפּוֹרֵשׂ סֻכַּת שָׁלוֹם עָלֵינוּ וְעַל כָּל עַמּוֹ יִשְׂרָאֵל וְעַל יְרוּשָׁלָיִם. | “ |
| – Siddûr tefillôt Yiśrāʾēl |   |

„lasse uns […], unser Gott, niederlegen zum Frieden, und lasse uns, unser König, wiederauffinden zum Leben, breite über uns die Decke Deines Friedens aus, statte uns von Dir ausgehend mit einem guten Vorsatz aus, hilf uns um Deines Namens willen, schütze uns und halte fern von uns Feind und Pest, Schwert, Hunger und Kummer, entferne vorwärts und rückwärts Hindernis von uns und birg uns in dem Schatten Deiner Flügel. Denn unser schützender und rettender Gott bist Du, wie Du, Gott, ein gnaden- und erbarmungsvoller König bist. Schütze unser Ausgehen und Eingehen zu Leben und Frieden von jetzt in Ewigkeit und breite über uns aus die Decke Deines Friedens. Gesegnet seist Du, Gott, der die Decke des Friedens breitet über uns, über sein ganzes Volk Jisrael und über Jeruschalajim.“